# Дяценко Богдан Володимирович
Дяценко Богдан Володимирович — український драматург. Член Національної спілки кінематографістів України.
Народився 4 січня 1944 р. в с. Шахти Луганської обл. Закінчив Київський державний університет ім. Т. Г. Шевченка (1975).

## Фільмографія
Автор сценаріїв мультфільмів:
- «Три Паньки на ярмарку» (1991)
- «Різдвяна казка» (1993, у співавт.)
- «Грицеві писанки» (1995)
- «Покрово-Покрівонько...» (1997, у співавт.)

документальних стрічок:
- «Поле нашої пам'яті» (1991),
- в документальному циклі «Невідома Україна. Нариси нашої історії» (1993)
- «Україна — морська держава» (1993, у співавт.)